# 蛋化石
蛋化石（Egg fossils），亦可稱化石蛋，是指由遠古動物產下的卵化石化之後的殘留物。作為動物的生理化過程的見證，蛋化石被認為是遺跡化石的一個類型。在極少數情況下，蛋化石內可能還保存有曾經在發育中的胚胎的遺骸，在這種情況下，這件蛋化石其實也包含有實體化石在裡面。
現存的蛋化石紀錄，其年代從古生代開始，包含有多種不同的動物群體所下的蛋。這些動物有無脊椎動物及脊椎動物所生的蛋：無脊椎動物的蛋例如有菊石類的蛋；而脊椎動物的蛋的種類較為多元化，有如魚類的、可能屬於兩棲動物和爬行動物的。當中爬行動物蛋化石包括有眾人多在中生代階層發現的恐龍蛋化石。
由於我們往往難以判斷蛋化石是由什麼類型的生物所誕下，除卻包含有胚胎化石的蛋化石，其他蛋化石我們往往只能以靠其外型或其他可觀察的外在特性而將其分類。因此，科學家借鑑了林奈對動物分類的分類系統，發展出一套為蛋化石分類的蛋化石分類。

## 歷史
人類在數千年前就已跟蛋化石接觸。

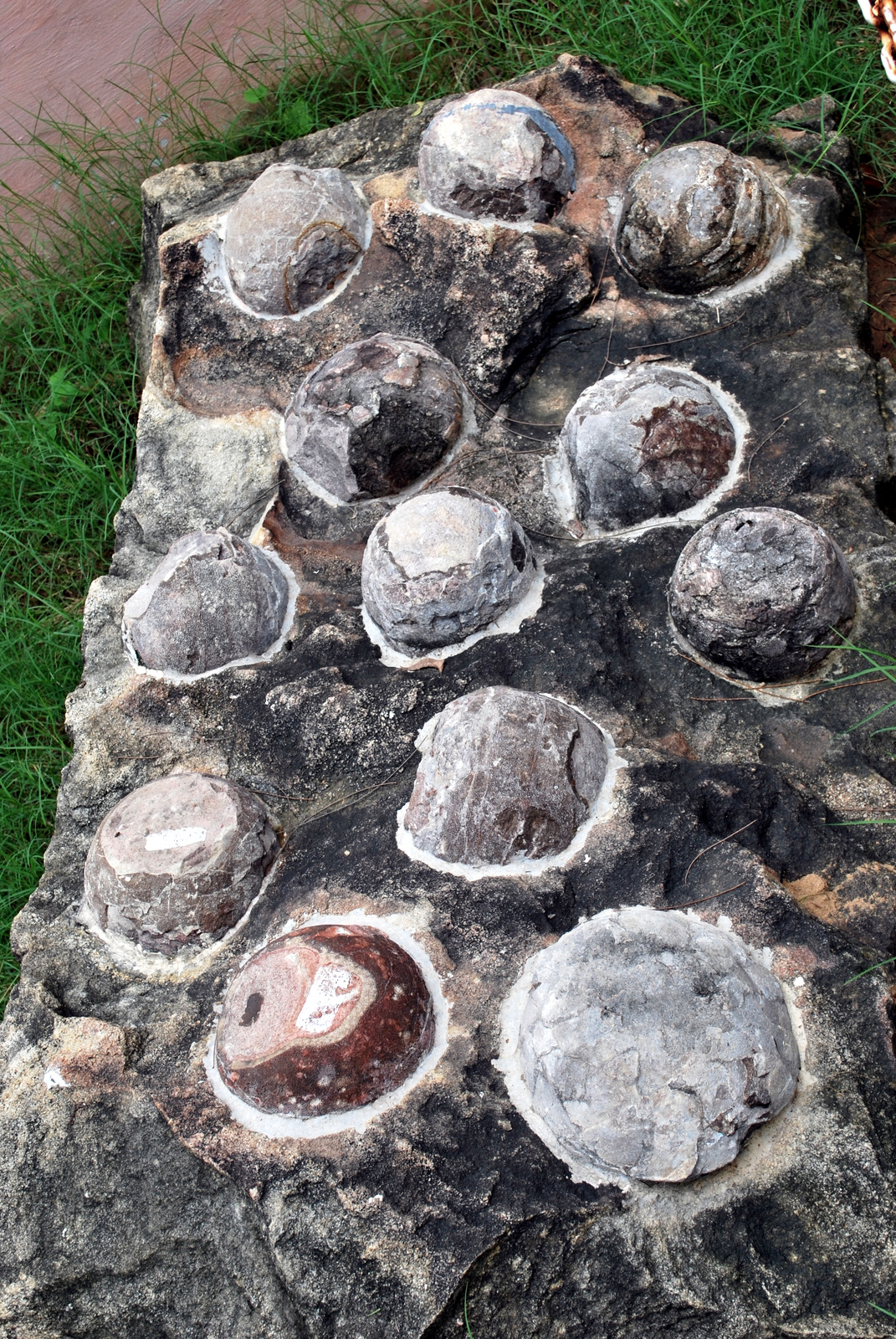
在印度古吉拉特邦甘地納加爾的Indroda恐龍和化石公園展示的恐龍蛋化石。

在舊石器時代晚期到新石器時代早期，當時在今日蒙古地區的人透過把化石恐龍蛋殼造成首飾來裝扮自己。
在美洲，蛋化石的存在可能影響了納瓦霍族有關人類盜取了一隻原始水怪的蛋的創世傳說。
不過，人類著實對蛋化石進行科學研究，要到很晚期才開始。當1820年代，第一份有關恐龍遺骸的科學研究在英國發表，當時他們認為恐龍是一種爬行動物，而且會生蛋。而最早命名的蛋種則是Oolithes bathonicae，由J. Buckman教授命名，當時他以為那些蛋是由真蜥鱷所產的，但今時今日，科學家認為我們不能從蛋化石推斷那些蛋是由什麼物種所產下的。到了1859年，第一份有關恐龍蛋化石的科學報告才發表。發現者是法國南部的天主教教士兼業餘自然學家Jean-Jacques Poech，他最初以為那些是由巨鳥所生的蛋。
第一宗為科學確認的恐龍蛋化石是於1923年由美國自然歷史博物館的團隊意外发现，當時他們正在蒙古尋找早期人類的證據。這些蛋當時被錯誤認為是當地很常見的草食物種原角龍屬（Protoceratops）的蛋，但現時已知道其實是屬於偷蛋龍屬（Oviraptor）的蛋。隨此之後，世界各地陸續有發現，引發多個互相競逐的分類系統。1975年，中國的古生物學家趙資奎開始了一個革命性的蛋化石分類方法，by developing a system of "parataxonomy" based on the traditional Linnaean system to classify eggs based on their physical qualities rather than their hypothesized mothers. Zhao's new method of egg classification was hindered from adoption by Western scientists due to language barriers. However, in the early 1990s Russian paleontologist Konstantin Mikhailov brought attention to Zhao's work in the English language scientific literature.

## 分類
蛋化石分類的方式參照了林奈系統對生物物種的分類，基於系统发生学分類方式，同樣有科、屬、種之分，稱為「蛋科」（Oofamily/Oofamilies）、「蛋屬」（Oogenera）及「蛋種」（Oospecies）。其學名一般均含有字根oolithus，意思就是「石蛋」。蛋化石按其外形可分為六大類，即：Testudoid、Geckoid、Crocodiloid、Dinosauroid-spherulitic、Dinosauroid-prismatic以及Ornithoid。這些分類基本上與其產至何種動物無關，所以切勿以蛋化石的分類而假設其原生物種。

### 詳細分類

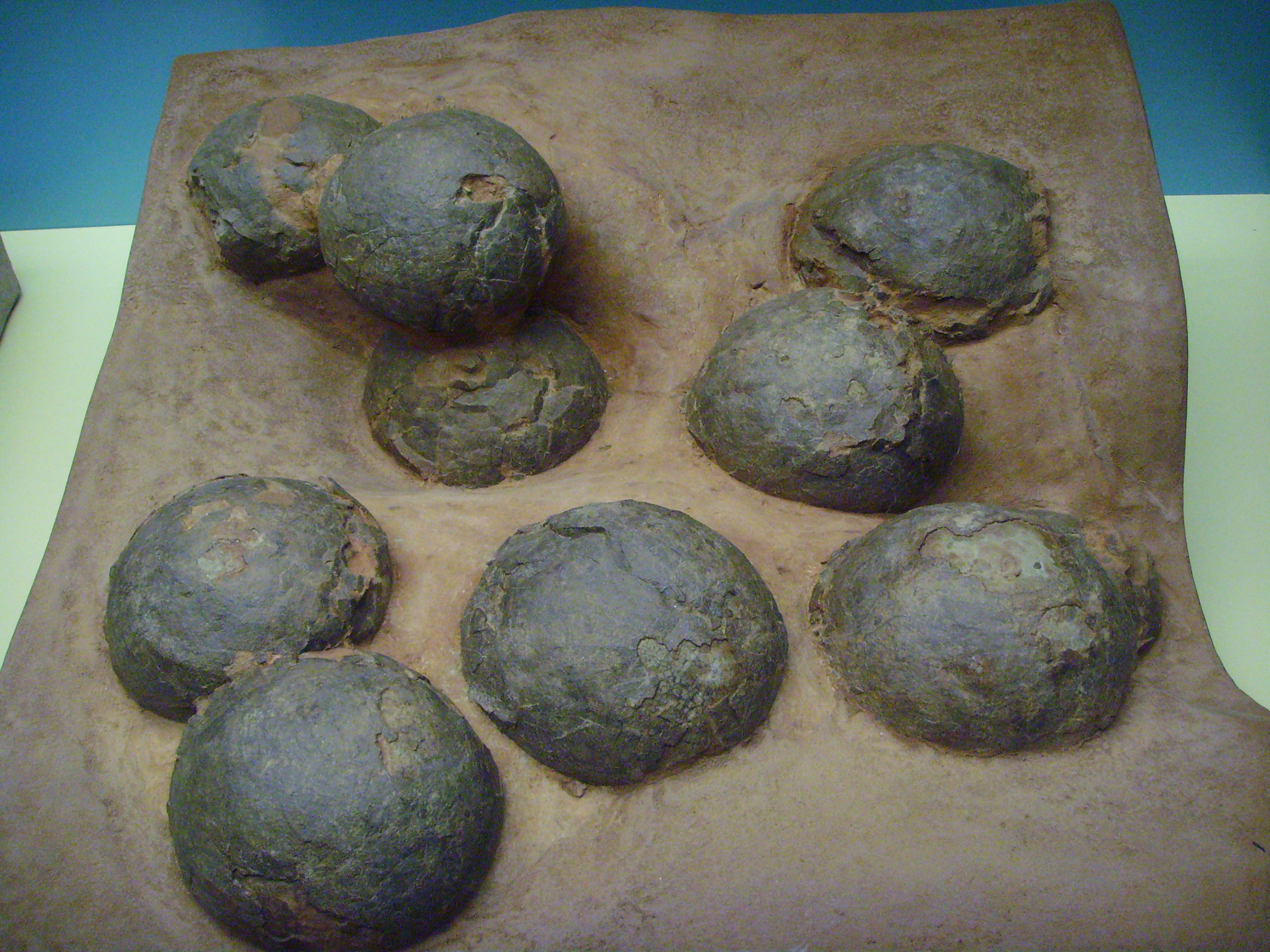
Oolithes spheroides

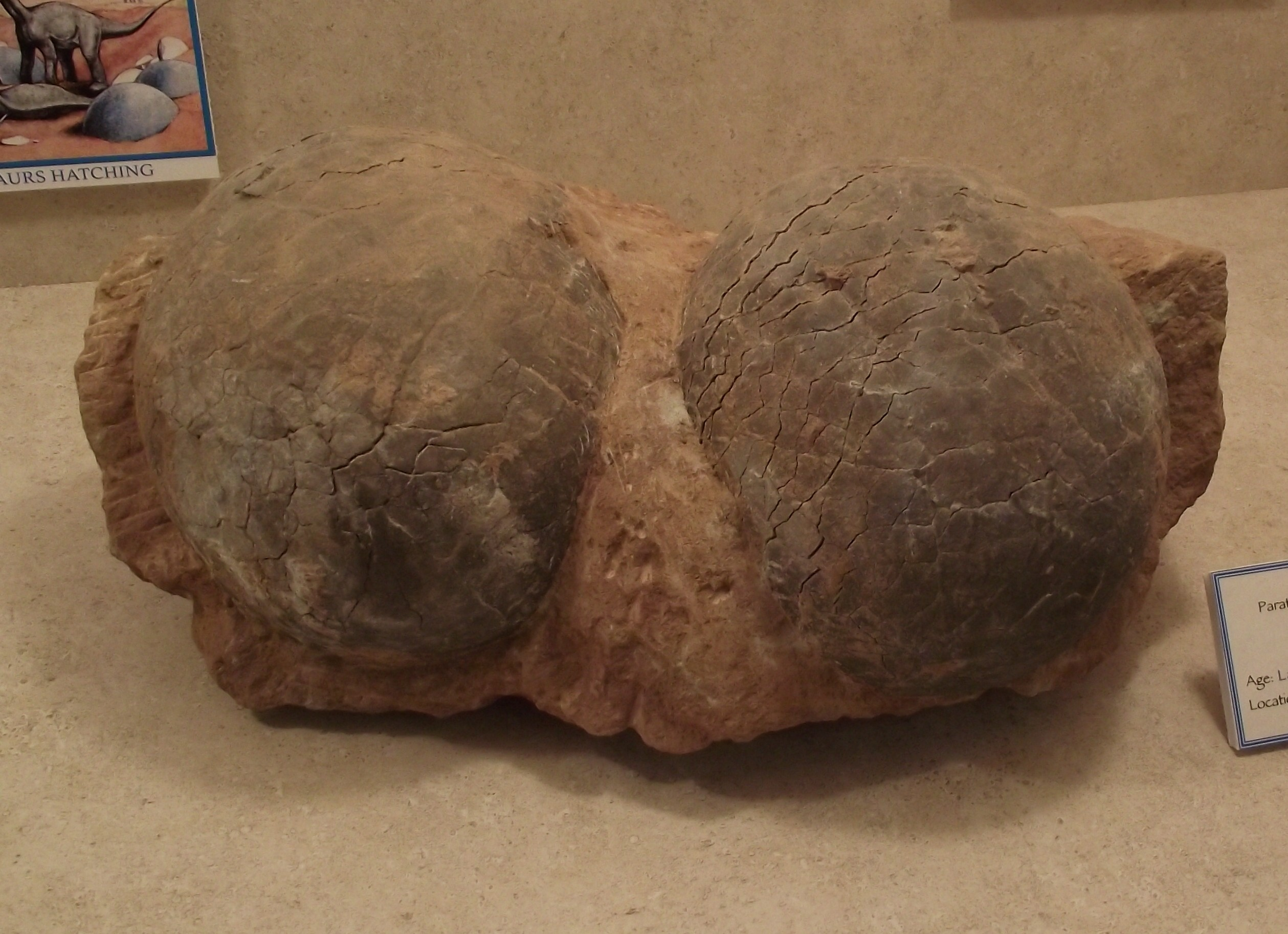
樹枝蛋屬（Dendroolithus）的蛋化石

以下為蛋化石的現時分類，基本上除另外標明，均參考自Mikhailov et al. (1996)：
龜鱉蛋（Testudoid）
- 龜鱉化石蛋科（Testudoolithidae）[7]
  - Testudooflexoolithus[7]
  - Haininchelys
  - Testudinarum

Geckoid
- Gekkonidovum

鱷蛋（Crocodiloid）
- 鱷蛋科（Krokolithidae）
  - Krokolithes

圓形恐龍蛋（Dinosauroid-spherulitic）
- Sphaerovum
- 疊層蛋屬（Stromatoolithus）
- Tacuarembovum
- 圓形蛋科（Spheroolithidae）
  - Boletuoolithus [8]Oolithes spheroides
  - 始興蛋屬（Shixingoolithus）
  - 圓形蛋屬（Spheroolithus）
  - 副圓形蛋屬（Paraspheroolithus）
- 叢狀蛋科（Phaceloolithidae）
  - 叢狀蛋屬（Phaceloolithus）
- 橢圓形蛋科（Ovaloolithidae）
  - 橢圓形蛋屬（Ovaloolithus）
- 大圓蛋科（Megaloolithidae）
  - Megaloolithus
  - Cairanoolithus
  - Dughioolithus
- 似蜂窩蛋科（Similifaveoloolithidae）
  - 似蜂窩蛋屬（Similifaveoloolithus）
- 蜂窩蛋科（Faveoloolithidae）[5]
  - 蜂窩蛋屬（Faveoolithus）[5]
  - 半蜂窩蛋屬（Hemifaveoloolithus）[9]
  - 副蜂窩蛋屬（Parafaveoloolithus）[5][9]
  - 楊氏蛋屬（Youngoolithus）[5]
- 樹枝蛋科（Dendroolithidae）
  - 樹枝蛋屬
  - 扁圓蛋屬（Placoolithus）
- 網形蛋科（Dictyoolithidae）
  - 網形蛋屬（Dictyoolithus）
  - 擬網形蛋屬（Paradictyoolithus）
  - 原網形蛋屬（Protodictyoolithus）

棱柱形恐龍蛋（Dinosauroid-prismatic）
- Pseudogeckoolithus[10]
- Triprismatoolithus[11]
- 棱柱形蛋科（Prismatoolithidae）
  - Preprisinatoolithus
  - 棱柱形蛋屬（Prismatoolithus）
  - Protoceratopsidovum
  - Sankofa[12]
  - Spheruprismatoolithus[13]

鳥蛋（Ornithoid）
- Ornithoid-ratite Morphotype
  - Ageroolithus[10]
  - Diamantornis
  - Ornitholithus
  - Reticuloolithus[14]
  - Struthiolithus
  - Tristragiloothus[15]
  - Tubercuoolithus[11]
  - 長形蛋科（Elongatoolithidae）
    - Continuoolithus[15][16]
    - Ellipsoolithus
    - 長形蛋屬（Elongatoolithus）樹枝蛋屬（Dendroolithus）的蛋化石
    - 黑山蛋屬（Heishanoolithus）[16]
    - 巨型長形蛋屬（Macroelongatoolithus）[17]
    - 巨形蛋屬（Macroolithus）
    - 南雄蛋屬（Nanhsiungoolithus）
    - 副長形蛋屬（Paraelongatoolithus）[16]
    - Porituberoolithus[15][16]
    - Spongioolithus[13]
    - Trachoolithus

  - Oofamily Laevisoolithidae
    - Laevisoolithus
    - Subtiliolithus

  - Oofamily Medioolithidae
    - Mediolithus

  - Oofamily Montanoolithidae[18]
    - Montanoolithus Zelenitsky & Therrien, 2008[18]
      - Montanoolithus strongorum Zelenitsky & Therrien, 2008[19]
- Ornithoid-prismatic Morphotype
  - Dispersituberoolithus[15]

分類位置不明的蛋種
- Oolithes
- 馬賽克蛋屬（Mosaicoolithus）[9]

## 參看
- 偷蛋龍科

## 外部連結
- Paleofile （页面存档备份，存于）